# Gema axilar

Tipos de gemas

A gema axilar é uma gema acessória localizada na axila (junção dos ramos com o pecíolo) das folhas.

## Formação
À medida que o meristema apical cresce e vai formando folhas, uma região de células meristemáticas é deixada para trás entre o ramo e a folha. Estão normalmente dormentes, inibidas pela hormona auxina, produzida pelo meristema apical. Se o meristema for removido ou tiver crescido de maneira a que a distância para a gema axilar seja grande, esta poderá tornar-se ativa (não sofre mais de inibição pela auxina). Tal como o meristema apical, as gemas axilares poderão dar ramos ou flores. O acido indolilacético) produzido nas gemas apicais desloca-se polarizado para a base. As gemas laterais (axilares), recebendo esse hormônio, ficam inibidas no seu desenvolvimento. Diz-se que o ácido produzido na gema apical provoca a dormência das gemas laterais, fenômeno conhecido por dominância apical.